# Liste der Naturdenkmale in Lötzbeuren
Die Liste der Naturdenkmale in Lötzbeuren nennt die im Gemeindegebiet von Lötzbeuren ausgewiesenen Naturdenkmale (Stand 25. März 2024).

## Ehemalige Naturdenkmale
| Nr. | Bezeichnung | Lage                   | Beschreibung | Bild                                    |
| --- | ----------- | ---------------------- | --- | --------------------------------------- |
|     | Denzinplatz | südlich des Ortes Lage | 200-jährige Rotbuche (Fagus sylvatica), umgeben von 35 Fichten (Picea abies); flächenhaftes Naturdenkmal; Rechtsverordnung aufgehoben | Direkt Bild zu diesem Denkmal hochladen |